# Carl Friedrich Werner (Politiker)
Carl Friedrich Werner (auch: Karl Friedrich Werner; * 11. September 1815 in Lichtenstein/Sa.; † 1. Juli 1890 in Callnberg bei Lichtenstein) war ein deutscher Politiker und Abgeordneter des Sächsischen Landtags.
Der mit Luise Henriette Weidauer verheiratete Carl Friedrich Werner war Sohn des gleichnamigen Lichtensteiner Zeug-, Leinen- und Wollwebers Karl Friedrich Werner. In den Jahren 1839 bis 1843 absolvierte er ein Jurastudium in Leipzig. Anschließend übte er von 1843 bis 1875 das bürgermeisterähnliche Amt des Stadtrichters in Lichtensteins Nachbarstadt Callnberg aus.
Für den 37. ländlichen Wahlkreis (Hartenstein, östlich von Zwickau) saß der evangelisch-lutherische Werner als konservativer Abgeordneter in der Zweiten Kammer des Sächsischen Landtags von 1875 bis 1887 (1875/76, 1877/78, 1879/80, 1881/82, 1883/84, 1885/86, 1887). Nachfolger im Wahlkreis war der ebenfalls konservative Friedrich Wilhelm Berger.